# 1776 w literaturze
Wydarzenia literackie w 1776 roku.

## Nowe książki
- polskie
- Ignacy Krasicki - Mikołaja Doświadczyńskiego przypadki ukazały się drukiem.
- zagraniczne
- Thomas Paine Common Sense

## Nowe prace naukowe
- zagraniczne
  - Juan Ignacio Molina – Compendio della Storia geografica, naturale, e civile del Regno del Cile

## Urodzili się
- 24 stycznia – E.T.A. Hoffmann, niemiecki poeta i pisarz (zm. 1822)